# Кленная
Кленна́я — деревня в Рыльском районе Курской области. Входит в Березниковский сельсовет.

## География
Деревня находится на реке Клинушка (приток Амоньки в бассейне Сейма), в 104 км западнее Курска, в 14 км севернее районного центра — города Рыльск, в 11 км от центра сельсовета  — Березники.
Климат
Кленная, как и весь район, расположен в поясе умеренно континентального климата с тёплым летом и относительно тёплой зимой (Dfb в классификации Кёппена).

## Население
| 2002 | 2010 |
| ---- | ---- |
| 83   | ↘33  |

## Инфраструктура
Личное подсобное хозяйство. В деревне 60 домов.

## Транспорт
Кленная находится в 14 км от автодороги регионального значения 38К-017 (Курск — Льгов — Рыльск — граница с Украиной), на автодороге 38К-040 (Хомутовка — Рыльск — Глушково — Тёткино — граница с Украиной), на автодороге межмуниципального значения 38Н-691 (38К-040 — Агарково), в 13,5 км от ближайшей ж/д станции Рыльск (линия 358 км — Рыльск).
В 176 км от аэропорта имени В. Г. Шухова (недалеко от Белгорода).